# "I Quit" match
Uma "I Quit" Match é um tipo de luta no wrestling profissional. A principal característica deste tipo de luta é que a única possibilidade de algum wrestler ganhar a luta é se o outro oponente falar as palavras "I quit", ou em português Eu desisto (geralmente usando o microfone). 
Muitas vezes, quando o wrestler aplica em seu adversário movimentos de submissão ou outros quaisquer, ele tenta obrigar o adversário a pegar o microfone e dizer "eu desisto". Geralmente, essas lutas saem de uma rivalidade kayfabe entre dois wrestlers.

## Lutas

### World Wrestling Entertainment
- Bret Hart derrotou Bob Backlund (WrestleMania XI)
- The Rock derrotou Mankind (Royal Rumble 1999) e como resultado, Rock conquistou o WWF Championship
- The Rock derrotou Triple H (WWF Raw) e como resultado, Rock manteve o WWF Championship
- Vince McMahon derrotou Stephanie McMahon (No Mercy 2003)
- John Cena derrotou John "Bradshaw" Layfield (Judgment Day 2005) e como resultado, Cena manteve o WWE Championship
- Ric Flair derrotou Mick Foley (SummerSlam 2006)
- Chavo Guerrero derrotou Rey Mysterio (SmackDown)
- Rey Mysterio derrotou Chavo Guerrero (SmackDown)
- Beth Phoenix derrotou Melina (One Night Stand 2008). Esta foi a primeira "I Quit" Match entre mulheres
- Jeff Hardy derrotou Matt Hardy (Backlash 2009)
- John Cena derrotou Randy Orton (Breaking Point)
- John Cena derrotou Batista para manter o WWE Championship no Over the Limit
- John Cena derrotou The Miz para manter o WWE Championship no Over The Limit
- Alberto Del Rio derrotou Jack Swagger no Extreme Rules 2013
- John Cena derrotou Rusev para manter o WWE United States Championship no Payback 2015

### World Championship Wrestling
- Bill Goldberg derrotou Sid Vicious (Mayhem)
- Roddy Piper derrotou Creative Control (WCW Monday Nitro). Luta Handicap (2 vs. 1)
- David Flair derrotou Terry Funk (WCW Monday Nitro)
- Dustin Rhodes derrotou Terry Funk (Uncensored). Luta Bullrope Match
- Normal Smiley derrotou M.I. Smooth (WCW Thunder) e, como resultado, Smiley manteve o WCW Hardcore Championship

### Extreme Championship Wrestling
- Terry Funk derrotou Eddie Gilbert (ECW Show - Luta Texas Death match)
- Tommy Dreamer derrotou The Sandman (ECW Show)
- Shane Douglas derrotou Pitbull#1 (ECW Hostile City Showdown), e, como resultado, Douglas manteve o ECW Television Championship
- Tommy Dreamer derrotou C.W. Anderson (ECW Guilty as Charged)

### Ring of Honor
- Alex Shelley derrotou Jimmy Jacobs (Joe vs. Punk II)
- Homicide derrotou Colt Cabana (Fourth Aniversary Show). O árbitro encerrou a luta três diferentes vezes porque Cabana recusou-se a sair quando ele se lesionou várias vezes.
- Jimmy Rave derrotou Nigel McGuiness (Battle of the Icons). O árbitro encerrou a luta após McGuiness recusar-se a falar "Eu saio", quando Rave quebrou a sua perna

### National Wrestling Alliance
- Magnum T.A. derrotou Tully Blanchard (Starrcade: '85). Esta foi a primeira luta "I Quit" Match da história do wrestling profissional
- Ric Flair derrotou Terry Funk (Clase of the Champions IX)